# 吉多·因本斯
吉多·威廉默斯·因本斯（英語：Guido Wilhelmus Imbens，1963年9月3日—），荷兰裔美国经济学家，自2012年起斯坦福商学研究生院经济学教授，曾任教于哈佛大学、加利福尼亚大学洛杉矶分校、加利福尼亞大學柏克萊分校。1991年获布朗大学博士学位的因本斯专攻计量经济学，尤其是描绘因果推断的方法。2019年至2023年任《计量经济学》期刊编辑。
因本斯2001年当选经济计量学会会士，2009年当选美国文理科学院院士，2017年当选荷蘭皇家藝術與科學學院院士，2020年当选美国统计学会会士。
2021年，与約書亞·安格里斯特共同获得诺贝尔经济学奖，以表彰他们对因果关系分析的方法学贡献。

## 早年经历

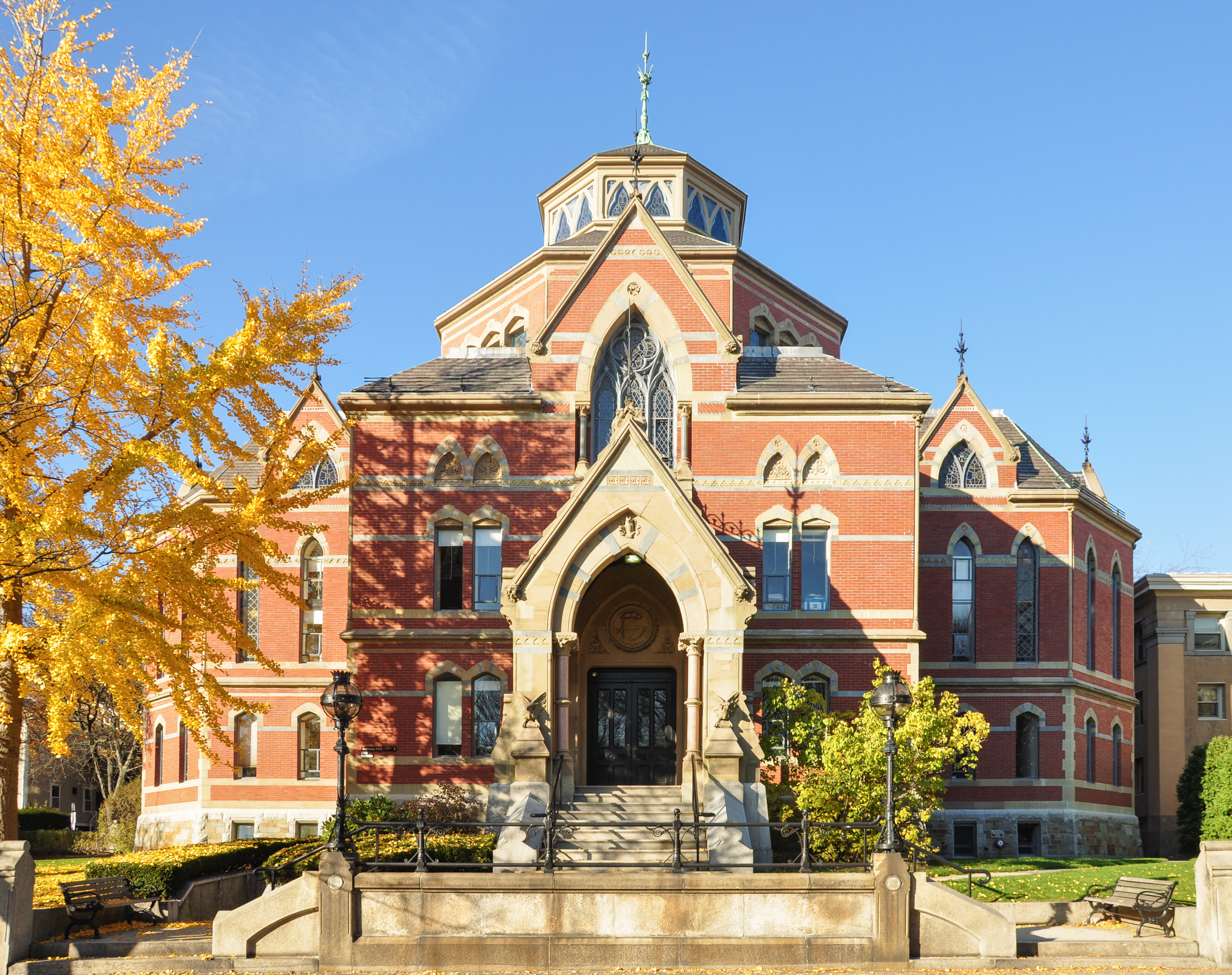
布朗大学经济系

1963年9月3日，吉多·威廉姆斯·因本斯在荷兰盖尔罗普出生。因本斯小时候非常喜欢下国际象棋；在2021年的一次采访，因本斯自称儿时下棋的经历激发他对计量经济学的兴趣。
读高中的时候，因本斯拜读了荷兰经济学家扬·廷贝亨的著作。在廷贝亨的影响下，因本斯在鹿特丹伊拉斯姆斯大学学习经济学，这所学校也是廷贝亨教书、设立经济学项目的地方。1983年，因本斯从鹿特丹伊拉斯姆斯大学，获计量经济学候选人学位，其后于1986年在英国赫爾河畔京士頓的赫爾大學取得经济学和计量经济学的荣誉理學碩士。
1986年，因本斯跟随他在赫尔大学的导师安东尼·兰开斯特到美国布朗大学深造，攻读博士学位。1989年和1991年，因本斯分别获得布朗大学经济学的文學碩士和哲學博士。

## 学术生涯
因本斯曾在蒂尔堡大学（1989–90年）、哈佛大学（1990–97年、2007–12年）、加利福尼亚大学洛杉矶分校（1997–2001年）和加利福尼亞大學柏克萊分校（2001–07年）任教，专攻方向为计量经济学，也就是描绘因果推斷的特别方法2019年，因本斯担任《计量经济学》期刊编辑，2023年退休。到2021年，因本斯成为斯坦福商学研究生院的应用计量经济学及经济学教授、斯坦福经济政策研究所高级研究员、人文与科学学院经济学教授。

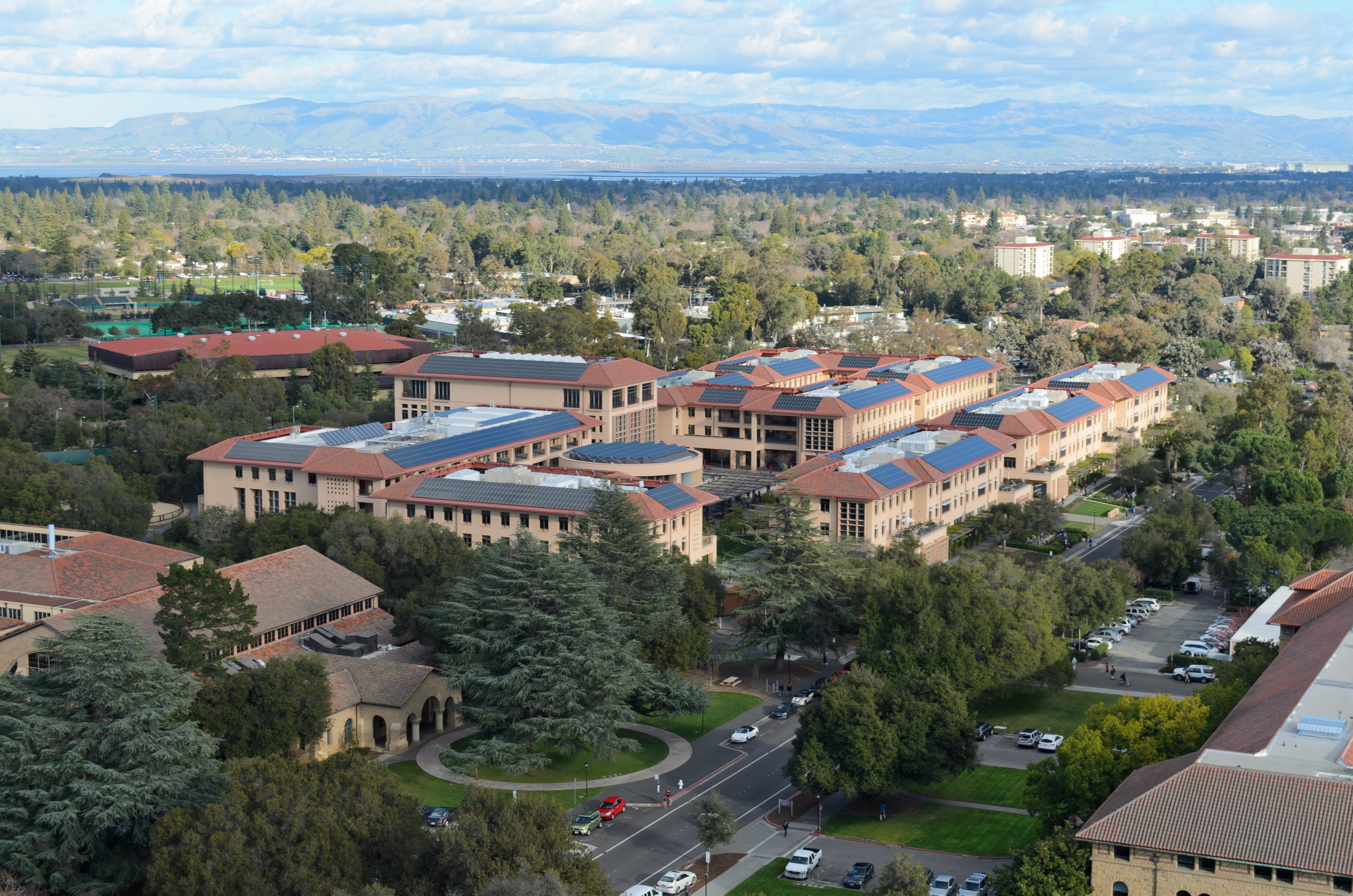
自2012年起，因本斯在斯坦福商学研究生院任教

因本斯是經濟計量學會（2001年）和美国文理科学院（2009年）的院士，2017年当选荷蘭皇家藝術與科學學院外籍院士，2020年当选美国统计学会会士。

### 计量经济学及对因果关系的研究
因本斯与約書亞·D·安格里斯特、艾伦·克鲁格等经济学家同行共同开发一系列称为自然实验的方法论及框架，帮助经济学家利用现实情况来验证现实理论。具体来说，因本斯通过研究分析因果关系，比如大学教育及额外的教育经历对收入的影响。经过研究，因本斯发现他的因果关系框架可以运用在其他领域，譬如社会学和生物医学。他的研究为各个学科的研究人员提供了工具，让他们明白自然实验有一定的局限性，并不能让他们更好地理解干预措施下实证及實驗數據产生的效果。这些方法论被研究员用来分析经济学、社会学及医学领域的各种研究问题。
在早期与安格里斯特的研究中，因本斯发明了“局部平均处理效应”的模型，帮助研究人员用观察数据绘制因果推断。1994年，因本斯与安格里斯特在《计量经济学》发表题为《局部平均处理效应的识别及估计》的论文，对“局部平均处理效应”模型进行详细说明。两人采用自然实验方法，不依靠受控制的情况，而是利用现实生活中的事件及情况研究关键变化产生的效果。这样一来，两人利用了现实中自然存在的运气成分及随机性，而不是受控制的模拟实验；如果采用模拟实验，成本会很高，消耗时间也长，还可能不道德。两人的论文与模型对计量经济学、统计学等领域的研究带来了重大影响。
“局部平均处理效应”运用在现实生活中的一个例子是对政策制定者产生影响。在这个例子中，因本斯与统计学家唐纳德·鲁宾、经济学家布鲁斯·萨克多特研究了非劳动收入对劳动力供给产生的影响。三人以無條件基本收入、其他联邦和州层面工资援助计划为切入点，研究这些政策干预措施对公民参与劳动意向的影响，从而得出其对劳动力供给产生的最终影响。
为了设想一种自然实验，三人研究了马萨诸塞州乐透奖金得主；乐透得主所得的奖金逐年递增，而不是一次性支付的金额。通过这个例子，三人研究出乐透奖金这个受保证收入所涉及的因果关系，发现乐透奖金对得主工作量的影响很小。他们搜集了20年的数据，发现年收入8万美元的得主会在一定程度上减少工作时长，1.5万美元的得主不会。而对于失业的乐透玩家，他们的工作时间比未获奖玩家在玩后六年的工作时间都长。
因本斯在与美国统计学家唐纳德·B·鲁宾合著的《统计、社会和生物医学科学的因果推理》（Causal Inference for Statistics, Social, and Biomedical Sciences）一书中归纳自己的部分研究。
近期，因本斯与苏珊·阿西共同研究机器学习方法，具体来说是对称为“因果森林”（causal forests）的随机森林进行修改，以估计因果推理模型的异质处理效果。

### 诺贝尔经济学奖

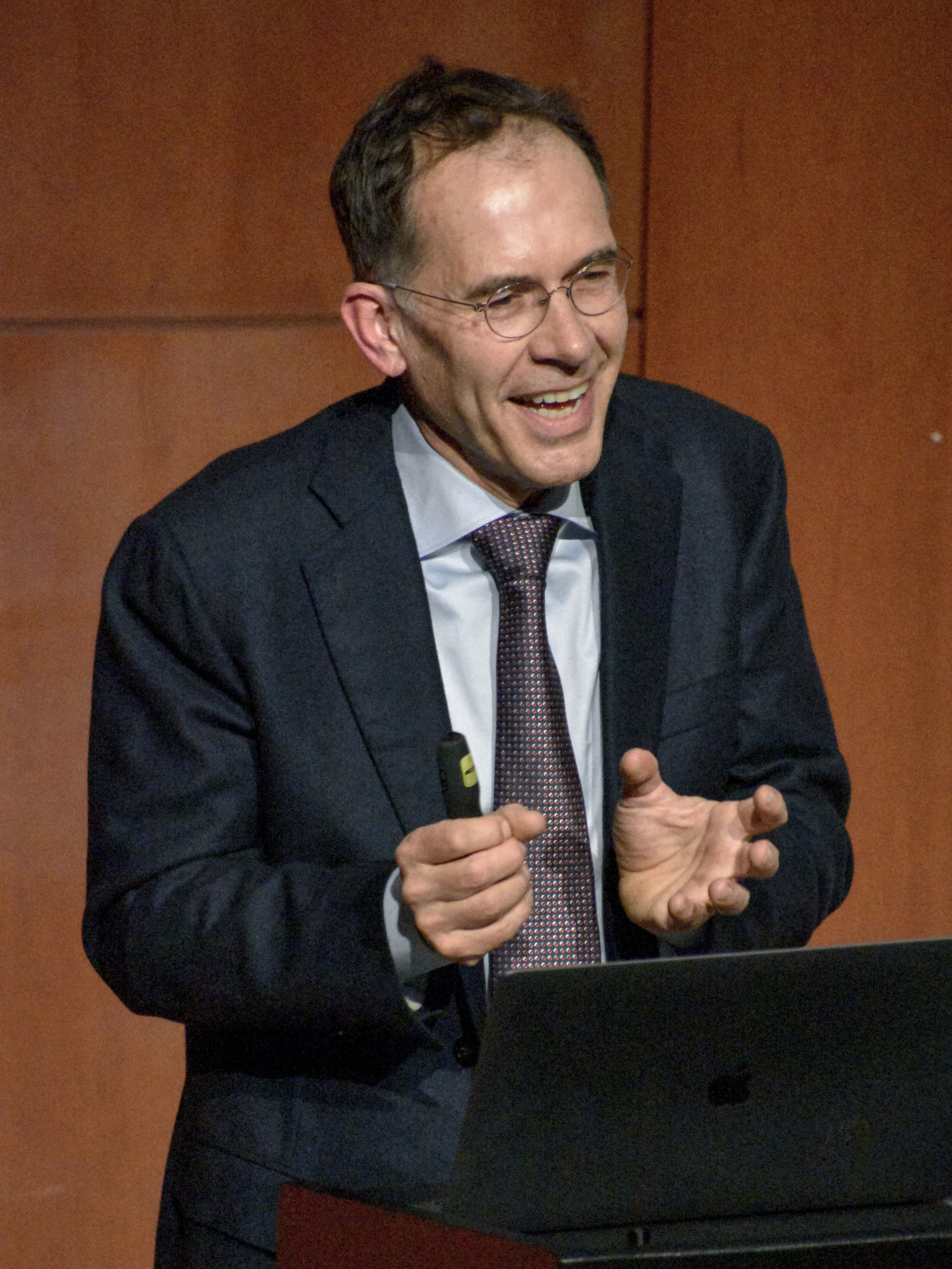
2022年3月，因本斯在布朗大学演讲

2021年，因本斯与戴维·卡德及约书亚·安格里斯特两位经济学家获得诺贝尔经济学奖，以表彰三人对因果结构分析方法论的贡献。在公布获奖者的新闻稿中，瑞典皇家科学院称三人“让我们对劳动力市场产生新的见解，证明了自然实验也能带来因果关系的结论。他们的方法已传播到其他领域，给觀察研究带来变革。”

## 个人生活
2002年，因本斯与同为经济学家的苏珊·阿西结婚。苏珊同样在斯坦福商学研究生院任教，是技术经济学教授。约书亚·安格里斯特在两人结婚的时候当伴郎。
因本斯持有美国和荷兰双重国籍。

## 奖项荣誉
- 2014年：圣加仑大学荣誉博士
- 2017年：布朗大学研究生院（英语：Brown University Graduate School）贺拉斯·曼奖章[30]
- 2021年：诺贝尔经济学奖
- 2022年：布朗大学人文学博士（英语：Doctor of Humane Letters）[31]

## 著作
- (with Lisa M. Lynch) Re-employment probabilities over the business cycle. Cambridge, MA: National Bureau of Economic Research, 1993.
- (with Richard H. Spady and Philip Johnson) Information Theoretic Approaches to Inference in Moment Condition Models. Cambridge, Mass.: National Bureau of Economic Research, 1995.
- (with Gary Chamberlain) Nonparametric applications of Bayesian inference. Cambridge, MA: National Bureau of Economic Research, 1996.
- (with Donald B. Rubin and Bruce Sacerdote) Estimating the effect of unearned income on labor supply, earnings, savings, and consumption : evidence from a survey of lottery players. Cambridge, MA: National Bureau of Economic Research, 1999.
- (with V. Joseph Hotz and Jacob Alex Klerman) The long-term gains from GAIN : a re-analysis of the impacts of the California GAIN Program. Cambridge, MA: National Bureau of Economic Research, 2000.
- (with Thomas Lemieux) Regression discontinuity designs: a guide to practice. Cambridge, Mass. : National Bureau of Economic Research, 2007.
- (with Jeffrey M. Wooldridge) Recent Developments in the Econometrics of Program Evaluation. Cambridge, Mass. : National Bureau of Economic Research, 2008.
- (with Karthik Kalyanaraman) Optimal bandwidth choice for the regression discontinuity estimator. Cambridge, Mass.: National Bureau of Economic Research, 2009.
- (with Alberto Abadie) A martingale representation for matching estimators. Cambridge, Mass.: National Bureau of Economic Research, 2009.
- Imbens, Guido W.; Rubin, Donald B. . Cambridge University Press. 2015-04-06  [2021-10-11]. ISBN 9780521885881. （原始内容存档于2021-10-11）.

## 相关文献
- Imbens, Guido W.; Rubin, Donald B. . Cambridge University Press. 2015-04-06  [2021-10-11]. ISBN 9780521885881. （原始内容存档于2021-10-11）.